# Utsira
Utsira je norská ostrovní obec v kraji Rogaland. Správní úřad je v Siratunu. Je nejmenší norskou obcí podle počtu obyvatel a jednou z nejmenších podle rozlohy souše. Sousedí s obcí Karmøy, od které je oddělena Sirafjordem.

## Přírodní poměry
Obec leží u Severního moře při jihozápadní části Skandinávského poloostrova. Leží u vod Sirafjordu. Nejvyšším místem obce je Arasetet se 70 metry.

## Doprava
Obec je spojena s pevninou přívozem Utsira–Haugesund.